# Gonna Make U Jump
Albums de Kris Kross
Best of Kris Kross Remixed '92 '94 '96
(1996)
Gonna Make U Jump est une compilation de Kris Kross, sortie le 28 avril 1998.

## Liste des titres
| No  | Titre                                                                              | Album original          | Durée |
| --- | ---------------------------------------------------------------------------------- | ----------------------- | ----- |
| 1.  | It's a Group Thang                                                                 | Young, Rich & Dangerous | 0:53  |
| 2.  | Lil' Boys in da Hood                                                               | Totally Krossed Out     | 3:05  |
| 3.  | Jump                                                                               | Totally Krossed Out     | 3:17  |
| 4.  | 2 da Beat Ch'yall                                                                  | Da Bomb                 | 3:43  |
| 5.  | Da Bomb (featuring Da Brat)                                                        | Da Bomb                 | 4:12  |
| 6.  | Live and Die for Hip Hop (featuring Da Brat, Aaliyah, Jermaine Dupri et Mr. Black) | Young, Rich & Dangerous | 3:46  |
| 7.  | Party                                                                              | Totally Krossed Out     | 4:03  |
| 8.  | Tonite's tha Night                                                                 | Young, Rich & Dangerous | 3:19  |
| 9.  | We're in da House                                                                  | Totally Krossed Out     | 0:39  |
| 10. | A Lot 2 Live 4                                                                     | Da Bomb                 | 2:15  |